# Cosmia subaffineola
Cosmia subaffineola är en fjärilsart som beskrevs av Embrik Strand 1921. Cosmia subaffineola ingår i släktet Cosmia och familjen nattflyn. Inga underarter finns listade i Catalogue of Life.